# Justizvollzugsanstalt Hahnöfersand
Die Justizvollzugsanstalt Hahnöfersand befindet sich auf der Elbinsel Hahnöfersand bei Jork in Niedersachsen. Zu ihr zählen die Jugendstrafanstalt und die Jugendarrestanstalt der Freien und Hansestadt Hamburg.

## Geschichte
Im Jahr 1911 wurde die Insel an die Hamburger Gefängnisverwaltung übergeben und 1913 die ersten Gefangenen nach Hahnöfersand gebracht. Sie lebten in unbefestigten Wohnstätten und hatten die Aufgabe, den Boden durch das Aufbringen von Schlick und Kleiboden nutzbar zu machen. Im März 1915 führten 1200 russische Kriegsgefangene die Arbeiten weiter. Vermutlich durch eine Epidemie starben zu dieser Zeit 77 Gefangene.

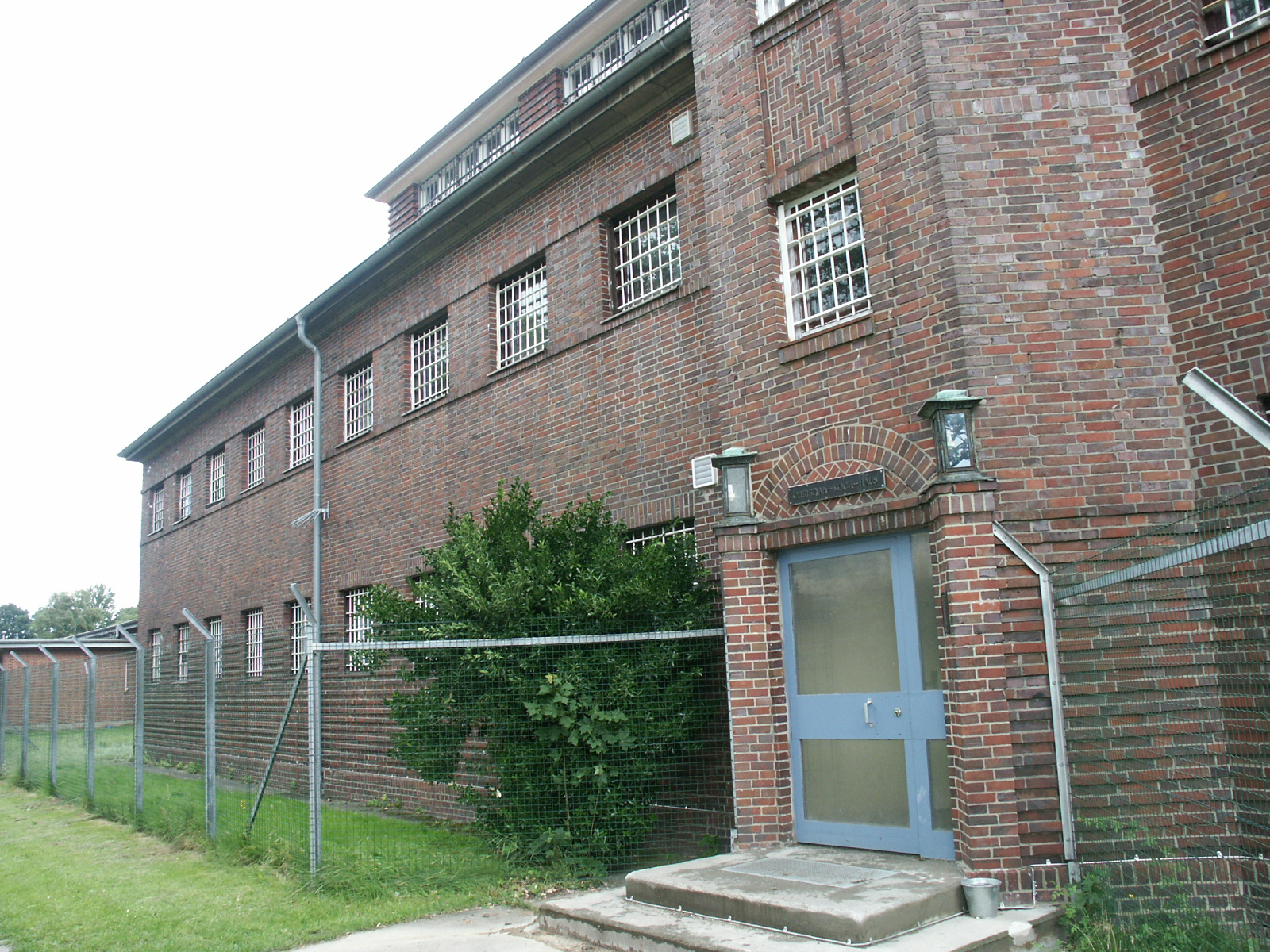
Christian-Koch-Haus, Strafhaftgebäude für Jugendliche (Architekt: Fritz Schumacher)

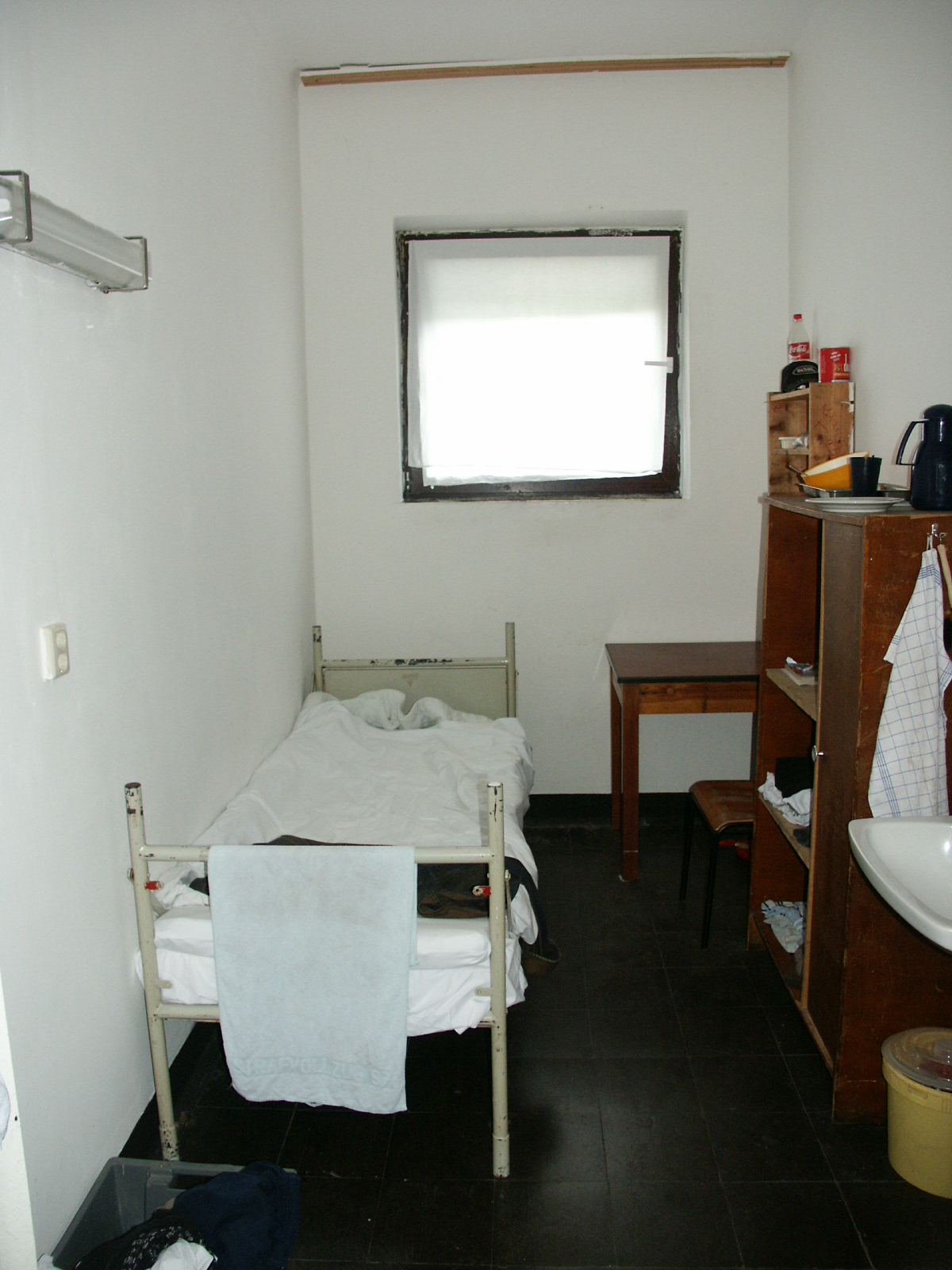
Blick in die Zelle eines 14-jährigen Untersuchungshäftlings im Altbau (2007)

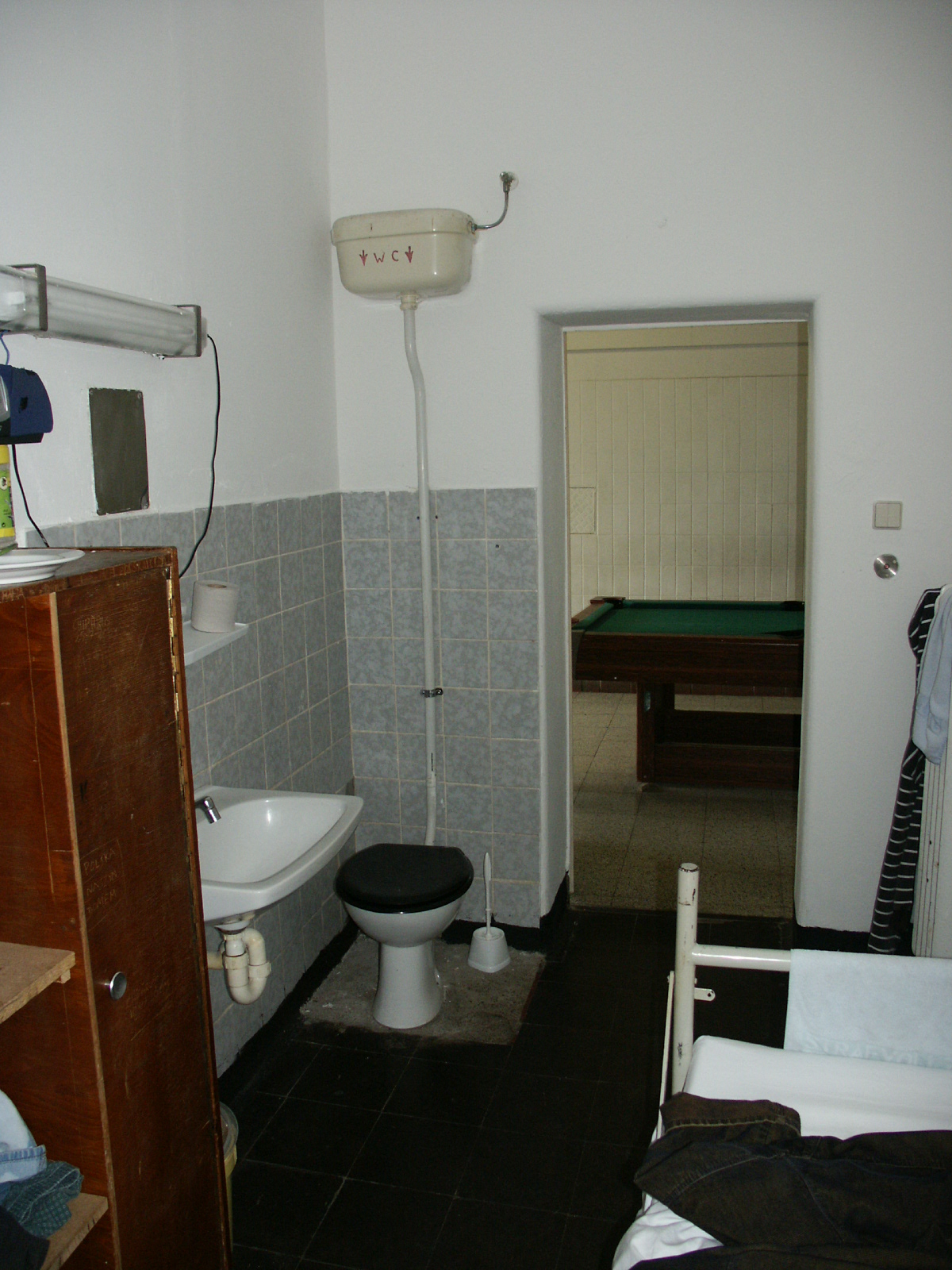
Blick aus der Zelle eines 14-jährigen Untersuchungshäftlings im Altbau (2007)

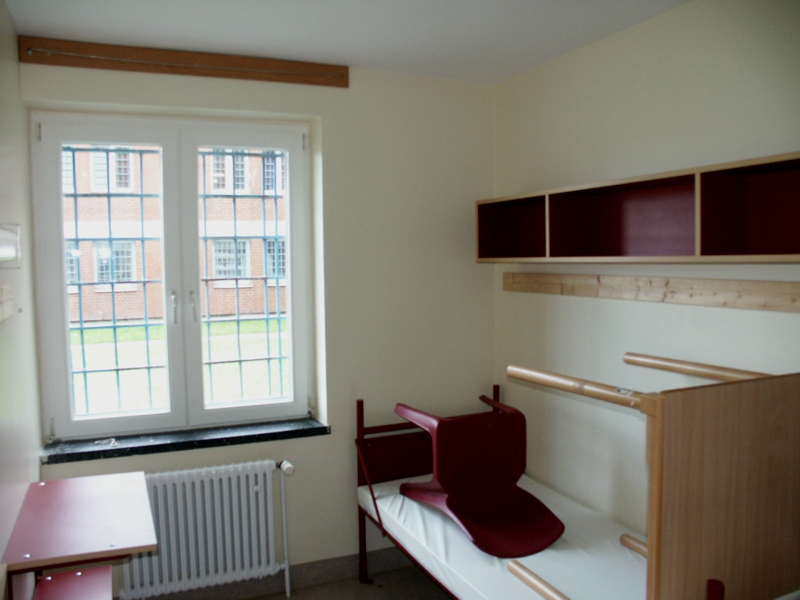
Blick in einen nicht belegten Haftraum für jugendliche Insassen in einem der neueren Gebäude (Strafhaft)

Die Jugendstrafanstalt wurde am 20. Juni 1920 gegründet. Das Gesetz, das den gesonderten Jugendstrafvollzug regelte, trat erst drei Jahre später in Kraft. Der Mitgründer und Leiter der hamburgischen Strafanstalten Christian Koch (DDP) verfolgte mit der Gründung der Anstalt einen reformpädagogischen Ansatz. Die Jugendlichen sollten gefördert und erzogen und nicht nur weggesperrt und gedrillt werden. Die von Curt Bondy und Walter Herrmann praktizierten reformpädagogischen Experimente gelten bis heute als „bahnbrechend“. Der Architekt Fritz Schumacher entwarf 1926–1929 die ersten Gebäude für die Jugendstrafanstalt, die noch immer für den Strafvollzug genutzt werden.

### Zeit des Nationalsozialismus
Während der Zeit des Nationalsozialismus wurde der reformorientierte Ansatz zurückgedrängt und stattdessen auf einen Strafvollzug mit militärischem Drill zurückgegriffen. Ab 1940 wurden die Gefangenen in andere hamburgische Anstalten verlegt und das Gelände für eine Flak-Einheit zum Schutze der Industrie auf der damaligen Elbinsel Finkenwerder genutzt.

### Nachkriegszeit
Gleich nach Ende des Zweiten Weltkrieges wurde die Insel wieder zu einem Gefängnis für Jugendliche und junge Erwachsene. Neu war der offene Vollzug, der auch Privilegien wie Besuche zu Festlichkeiten zuhause zuließ. Vor allem zur Landwirtschaft wurden die Insassen herangezogen, sie hatten auch die Möglichkeit der Ausbildung zum Tischler, Maurer und zu anderen handwerklichen Berufen.
Im Jahr 1976 wurde Hahnöfersand im Rahmen von Flutschutzmaßnahmen eingedeicht und mit einem Damm und einer Straße wieder ans Festland angeschlossen. Seitdem ist die mangelhafte Erreichbarkeit der Gefängnisinsel mit öffentlichen Verkehrsmitteln immer wieder Gegenstand von Kritik gewesen, denn es existiert nur eine seltene Busverbindung. Dies betrifft nicht nur Besucher von Strafhäftlingen, sondern auch die Insassen des Jugendarrests, die während ihres Aufenthaltes dort täglich von der Insel weiterhin zu ihrer regulären Schule, ihrem Ausbildungsbetrieb oder ihrem Arbeitsplatz fahren müssen und dadurch teilweise Fahrtwege von über zwei Stunden zu bewältigen haben. Der damalige Bürgerschaftsabgeordnete Alexander-Martin Sardina thematisierte das Problem mehrfach im Landesparlament und setzte sich nach Besuchen in der Justizvollzugsanstalt und in Kooperation mit der Anstaltsleitung für Verbesserungen ein.
Im Jahr 1997 kam in zwei eigenen Gebäuden ein geschlossener Vollzug für Frauen zum Gefängniskomplex hinzu. Im Jahr 2002 geriet das Gefängnis wegen seiner unzureichenden Personalausstattung in die Schlagzeilen. Seit 2004 befindet sich außerdem die Jugendarrestanstalt der Freien und Hansestadt Hamburg als gesonderter Neubau innerhalb des Gefängniskomplexes; der vorherige Standort beim Amtsgericht Wandsbek entsprach nicht mehr den Anforderungen an Hygiene, Sicherheit und Unterbringung.
Nachdem die Schließung der Justizvollzugsanstalt Hahnöfersand seit längerem in der Diskussion war, wurden im Juli 2019 die Planungen für eine neue Justizvollzugsanstalt in Hamburg-Billwerder konkretisiert. Sie soll die Aufgaben von Hahnöfersand bis 2027 komplett übernehmen.

## Staatsrechtlicher Status der Haftanstalt
Die Haftanstalt liegt auf niedersächsischem Hoheitsgebiet (in der Gemarkung Borstel der Gemeinde Jork, Landkreis Stade). Hamburg ist lediglich zivilrechtlicher Eigentümer des Geländes, sodass auf dem Gelände grundsätzlich das Landesrecht von Niedersachsen gilt. Hiervon abweichend haben Hamburg und Niedersachsen in einem Verwaltungsabkommen vom 12./14. Januar 2010 vereinbart, dass Hamburgische Justizvollzugsbedienstete berechtigt sind, die erforderlichen Amtshandlungen auf dem Gelände der Justizvollzugsanstalt Hahnöfersand vorzunehmen und auf dem Gelände der Justizvollzugsanstalt Hahnöfersand die hamburgischen Vorschriften zum Justizvollzug sowie das Hamburgische Passivraucherschutzgesetz gelten. Das Abkommen trat am 1. August 2010 in Kraft. Sofern die Insassen volljährig sind, sind sie wahlberechtigt bei den betreffenden Gemeinde-, Kreis- und Landtagswahlen in Niedersachsen, da der Sitz der Haftanstalt melderechtlich als Erstwohnsitz gilt.

## Sonstiges

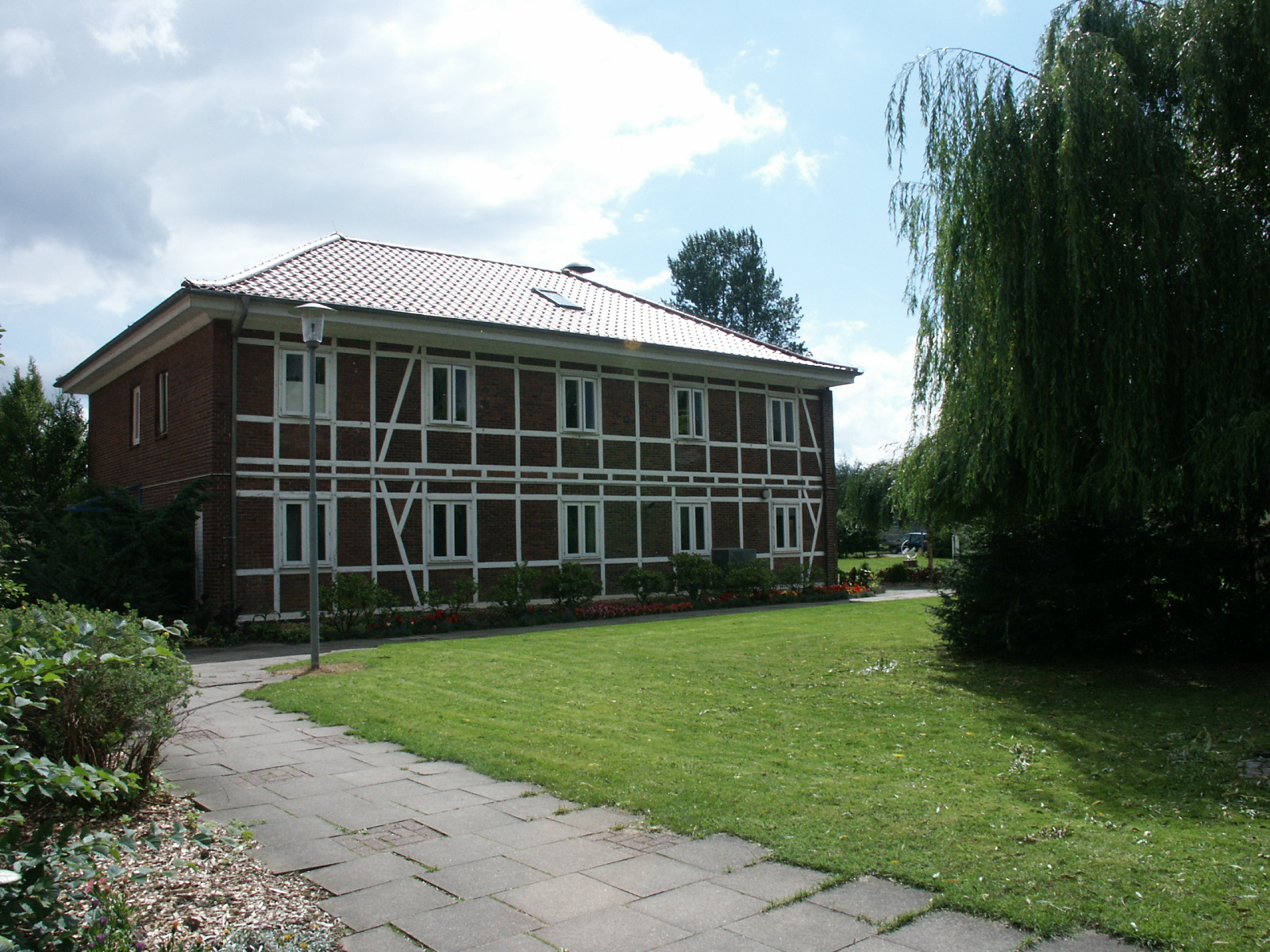
Das nicht öffentlich zugängliche Museum auf Hahnöfersand

Die Insel besitzt einen Friedhof, auf dem auch 77 an Skorbut und Ruhr verstorbene russische Kriegsgefangene des Ersten Weltkriegs liegen. Zudem gibt es ein Museum. Friedhof und Museum sind durch ihre Lage innerhalb der Gefängnisanlage für die Öffentlichkeit nicht zugänglich.
Siegfried Lenz wählte für seinen Roman Deutschstunde eine fiktive (aber Hahnöfersand nachempfundene) Nachbarinsel als einen der Schauplätze der Rahmenhandlung. Der Roman gibt einen Eindruck vom Leben in der Strafvollzugsanstalt nach Ende des Krieges.
Die JVA ist auch kurz Schauplatz in Hark Bohms Film Nordsee ist Mordsee von 1976. Die beiden jugendlichen Protagonisten Uwe und Dschingis fliehen mit einem Segelboot von zu Hause und legen versehentlich auf der Insel an.
Der Fernsehfilm Bittere Wahrheiten aus der ZDF-Reihe Stubbe – Von Fall zu Fall spielt überwiegend in der Haftanstalt Hahnöfersand (Erstsendung: 22. Dezember 2007).